# Koru
Koru és un gran iot de luxe propietat de Jeff Bezos, el fundador d'Amazon. El vaixell va ser construït als Països Baixos per Oceanco a partir de 2021 i lliurat a l'abril de 2023. És un super-iot de vela de tres pals 127 metres (417 ft) de llarg amb el buc blau marí. Va costar 500 milions de dòlars amb un cost anual de manteniment d'almenys 30 milions de dòlars. Quan es va encarregar, el iot era el segon iot de vela més gran del món, després del Sailing Yacht A d'Andre Melnitxenko.

El 2022, Rotterdam va anunciar que l'històric pont De Hef de la ciutat seria parcialment desmantellat per a permetre el pas del iot. Aquesta va ser una decisió controvertida atès que el pont és un monument nacional. Finalment, el pla de desmantellament del pont De Hef va resultar innecessari ja que els pals es van escalonar quan el vaixell estava amarrat aigües avall del pont al port de Rotterdam.

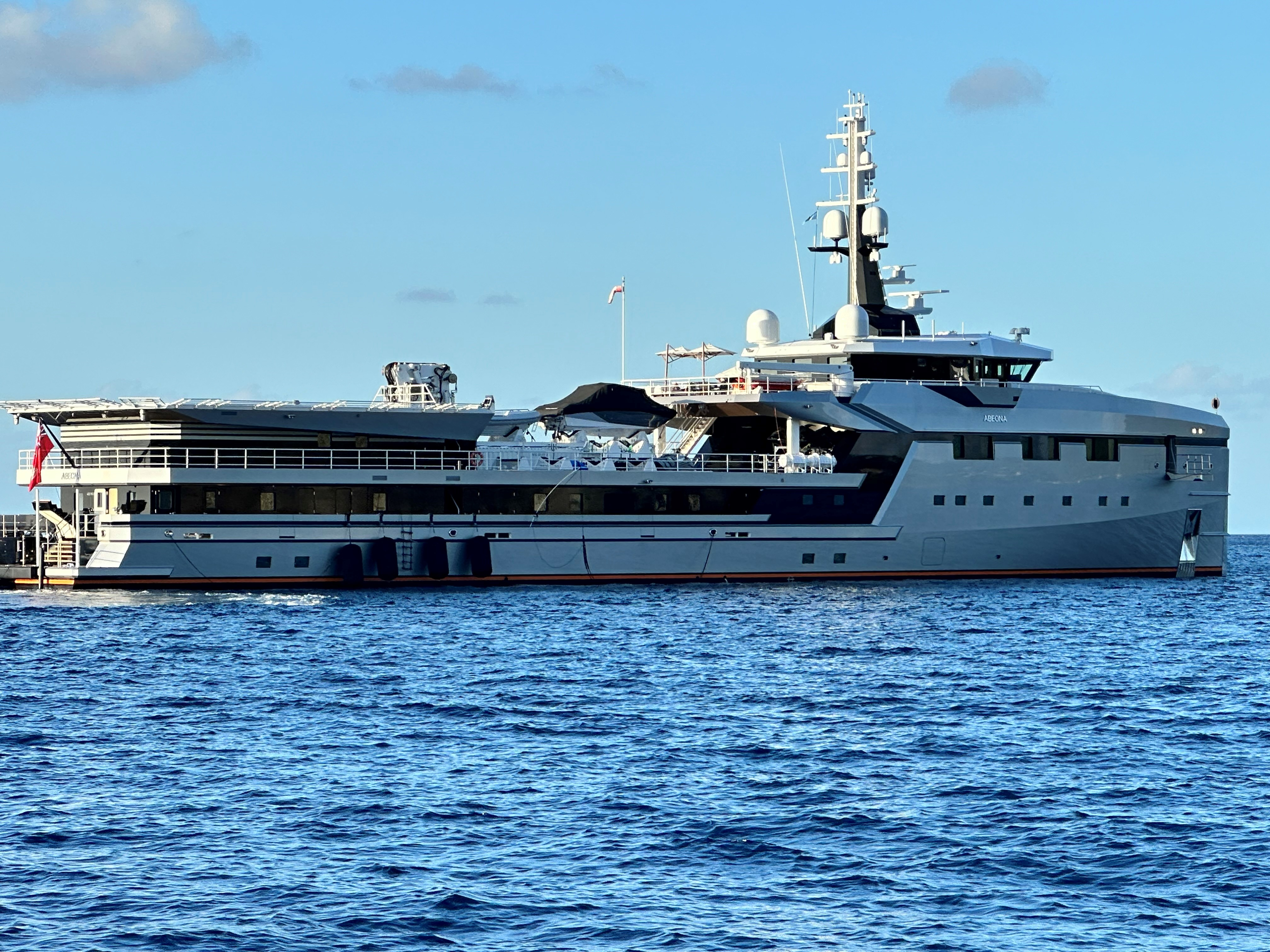
L'Abeona el 2024

L'Abeona, un vaixell de suport de 1.900 tones brutes, acompanya el Koru proporcionant allotjament addicional a la tripulació, una helisuperfície i capacitat per a subministraments supletoris.